# Післянавантаження

Систола шлуночків. Червона стрілка — шлях від лівого шлуночка до аорти. Післянавантаження значною мірою залежить від тиску в аорті.

Післянавантаження, постнавантажнення — це тиск, проти якого має працювати серце, щоб викинути кров під час систоли (скорочення шлуночків). Післянавантаження пропорційне середньому артеріальному тиску та вимірюється в міліметрах ртутного стовпа (мм рт. ст.). У міру збільшення тиску в аорті та легенях збільшується післянавантаження на лівий і правий шлуночок відповідно. Післянавантаження змінюється під час адаптації до постійно мінливих вимог до серцево-судинної системи тварини.

## Гемодинаміка
Післянавантаження є визначальним фактором серцевого викиду. Серцевий викид є добутком ударного об'єму та частоти серцевих скорочень. Післянавантаження є визначальним фактором ударного об'єму (крім переднавантаження та сили скорочення міокарда).
Відповідно до закону Лапласа, напруга м'язових волокон у стінці серця є тиском у шлуночку, помноженим на об'єм усередині шлуночка, поділений на товщину стінки (це співвідношення є іншим фактором у визначенні післянавантаження). Тому, якщо порівнювати нормальне серце з серцем, що має розширений лівий шлуночок, якщо тиск в аорті однаковий, розширене серце повинно створювати більшу напругу, щоб подолати той самий тиск в аорті, щоб викинути кров, оскільки воно має більший внутрішній радіус і об'єм.
Таким чином, розширене серце має більше сумарне навантаження (напругу) на міоцити, тобто має більше післянавантаження. Це також справедливо для ексцентричної гіпертрофії серця, що виникає внаслідок високоінтенсивного аеробного тренування. І навпаки, концентрично гіпертрофований лівий шлуночок може мати нижче післянавантаження для даного тиску в аорті.
Коли порушується скорочувальна здатність серця і шлуночок розширюється, післянавантаження зростає і це обмежує серцевий викид. Це може започаткувати порочне коло, у якому серцевий викид зменшується, оскільки потреба в кисні зростає.
Післянавантаження також можна описати як тиск, який повинні створювати камери серця, щоб виштовхнути кров із серця, і це є наслідком тиску в аорті (для лівого шлуночка) і легеневого тиску або тиску в легеневій артерії (для правого шлуночка). Тиск у шлуночках повинен бути більшим, ніж системний і легеневий тиск, щоб відкрити аортальний і легеневий клапани відповідно. У міру збільшення післянавантаження серцевий викид зменшується.
Візуалізація функції серця є дещо обмеженим способом визначення післянавантаження, оскільки вона залежить від інтерпретації волюмометричних даних.

## Розрахунок післянавантаження
Кількісно післянавантаження можна розрахувати шляхом визначення напруги стінки лівого шлуночка за допомогою рівняння Янга–Лапласа:
{\textstyle \left({\frac {EDP\cdot EDR}{2h}}\right)} де
EDP — це кінцевий діастолічний тиск у лівому шлуночку, який, як правило, наближено визначається тиском заклинення легеневої артерії,
EDR — це кінцевий діастолічний радіус у середині лівого шлуночка, і
h — середня товщина стінки лівого шлуночка. Як радіус, так і середню товщину лівого шлуночка можна виміряти за допомогою ехокардіографії.

## Фактори, що впливають на післянавантаження
Патологічні процеси, пов'язані зі збільшенням післянавантаження на лівий шлуночок включають підвищений артеріальний тиск і захворювання аортального клапана.
Систолічна гіпертензія збільшує післянавантаження на лівий шлуночок (ЛШ), оскільки ЛШ повинен працювати інтенсивніше, щоб викинути кров в аорту. Це пов'язано з тим, що аортальний клапан не відкривається, доки тиск, створений у лівому шлуночку, не перевищить підвищений артеріальний тиск в аорті.
Легенева гіпертензія (ЛГ) — це підвищення артеріального тиску в правих відділах серця, що веде до легень. ЛГ вказує на регіональне збільшення післянавантаження на праву половину серця, ізольовану від лівої половини серця міжшлуночковою перегородкою.
При старінні аортальний стеноз часто збільшує післянавантаження, оскільки лівий шлуночок повинен долати градієнт тиску, спричинений кальцифікованим і стенозованим аортальним клапаном, на додаток до артеріального тиску, необхідного для викиду крові в аорту. Наприклад, якщо артеріальний тиск становить 120/80, а стеноз аортального клапана створює трансклапанний градієнт 30 мм рт. ст., лівий шлуночок повинен створити тиск 110 мм рт. ст., щоб відкрити аортальний клапан і викинути кров в аорту.
Через збільшення післянавантаження шлуночок повинен працювати інтенсивніше, щоб досягти своєї мети — викинути кров в аорту. Таким чином, у довгостроковій перспективі збільшене післянавантаження (через стеноз) призводить до гіпертрофії лівого шлуночка, що пояснює збільшення необхідної роботи, а також зменшує напругу стінки, оскільки товщина та напруга стінки обернено пропорційні.
Аортальна недостатність (регургітація) збільшує післянавантаження, оскільки деякий відсоток крові, яка викидається вперед, повертається через уражений аортальний клапан. Це призводить до підвищення систолічного артеріального тиску. Діастолічний артеріальний тиск в аорті при цьому падає. Це підвищує пульсовий тиск.
Недостаність мітрального клапана зменшує післянавантаження. Під час систоли шлуночків кров тече назад (ретроградно) через хворий і негерметичний мітральний клапан. Залишок крові, що надходить у лівий шлуночок, потім частково викидається через аортальний клапан. Завдяки додатковому шляху кровотоку через патологічний мітральний клапан післянавантаження зменшується.